# Disque acétate

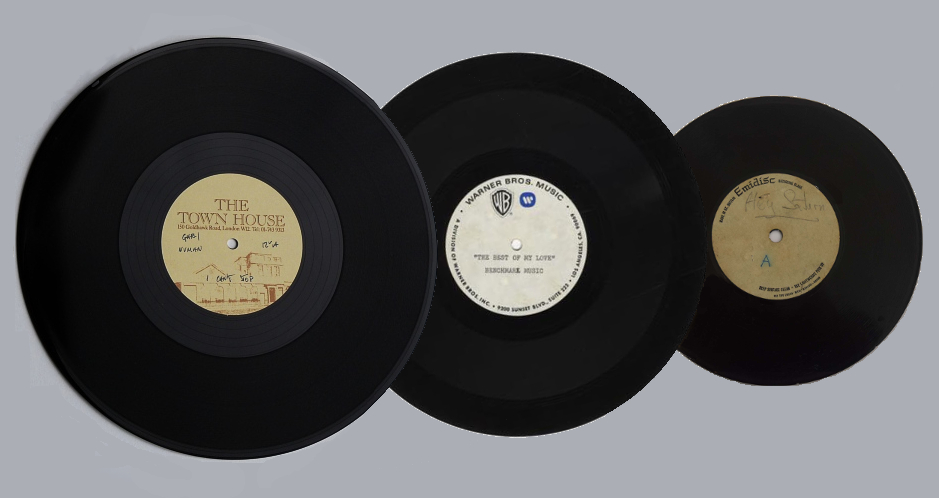
Disques acétates de plusieurs diamètres.

Un disque acétate (également appelé disque laque) est un type de disque phonographique généralement utilisé entre les années 1930 et la fin des années 1950 à des fins d'enregistrement et de radiodiffusion. Malgré son nom, le disque « acétate » ne contient pas d'acétate.
Le disque laqué est utilisé pour la production de disques. Contrairement aux disques en vinyle ordinaires, qui sont rapidement formés à partir de morceaux de plastique par un processus de moulage en série, un master en laque ou acétate (disque instantané) est créé en utilisant un tour d'enregistrement pour découper un sillon modulé par un signal audio dans sa surface - une opération séquentielle qui nécessite un équipement coûteux et délicat et des compétences d'expert pour obtenir de bons résultats.

## Caractéristiques
Malgré son nom, le disque « acétate » ne contient pas d'acétate. Il est constitué d'un disque en aluminium recouvert d'une couche de laque nitrocellulosique à laquelle est ajoutée de l'acétone pour en faire un vernis. Le verre est souvent utilisé comme substrat pendant la Seconde Guerre mondiale, lorsque l'aluminium était rare, Le processus de production aboutit à un disque qui diffère à plusieurs égards des disques vinyles vendus au détail. En particulier, les disques vinyles sont comparativement légers et flexibles, tandis que les laques sont rigides et considérablement plus lourdes en raison de leur noyau métallique.